# Čerkes (Čech)
Čerkes – poemat czeskiego poety Svatopluka Čecha, opublikowany w 1875 w czasopiśmie Lumír. Akcja utworu toczy się na Kauzkazie. Jego głównym tematem jest zemsta młodzieńca za śmierć ukochanej dziewczyny z rąk tytułowego Czerkiesa. Utwór jest napisany dziesięciozgłoskowcem.

Lesnatými svahy, úvaly
kozáci dva volně klusali.
Jeden, stařík vrásčitý a sivý,
seděl vzpřímen jako horská jedle,
druhý skloněn, mladík zádumčivý,
jako ve snách kolébal se v sedle.